# Ceawlin
Ceawlin (též Ceaulin nebo Caelin, † asi 593) byl anglosaský král Wessexu z rodu Cerdikovců (asi v letech 560–592).
Ceawlin měl být synem krále Cynrika a vnukem krále Cerdika, kterého Anglosaská kronika představuje jako vůdce první skupiny Sasů, která přišla na území, které se později stalo Wessexem. Ceawlin žil v posledním období anglosaské expanze, přičemž v době jeho smrti již pouze malá část jižní Anglie zůstávala v rukou Britonů.
Chronologie Ceawlinova života je vysoce nejistá. Historická přesnost a datování mnoha událostí popisovaných v pozdější Anglosaské kronice je zpochybňována a trvání jeho vlády je různě uváděno jako sedmileté, sedmnáctileté nebo dvaatřicetileté. Anglosaská kronika zaznamenává několik Ceawlinových bitev mezi roky 556 a 592, včetně prvního záznamu o bitvě mezi různými skupinami Anglosasů, a naznačuje, že Wessex pod Ceawlinovou vládou získal značné území, jehož část měla být později ztracena ve prospěch jiných anglosaských království. Ceawlin je rovněž zmíněn jako jeden z nositelů titulu „bretwalda“ (titulu použitého v Anglosaské kronice pro sedm nebo osm anglosaských vládců, kteří získali nadvládu nad jižní Británií), a to přesto, že skutečný rozsah Ceawlinovy teritoriální kontroly není znám.
Ceawlin měl zemřít v roce 593, poté, co byl sesazen rok předtím, a to pravděpodobně svým nástupcem, králem Ceolem. Z několika různých zdrojů víme, že měl mít dva syny, Cuthu a Cuthwina, ale rodokmeny, z nichž tyto informace čerpáme, jsou nespolehlivé.

## Historický kontext

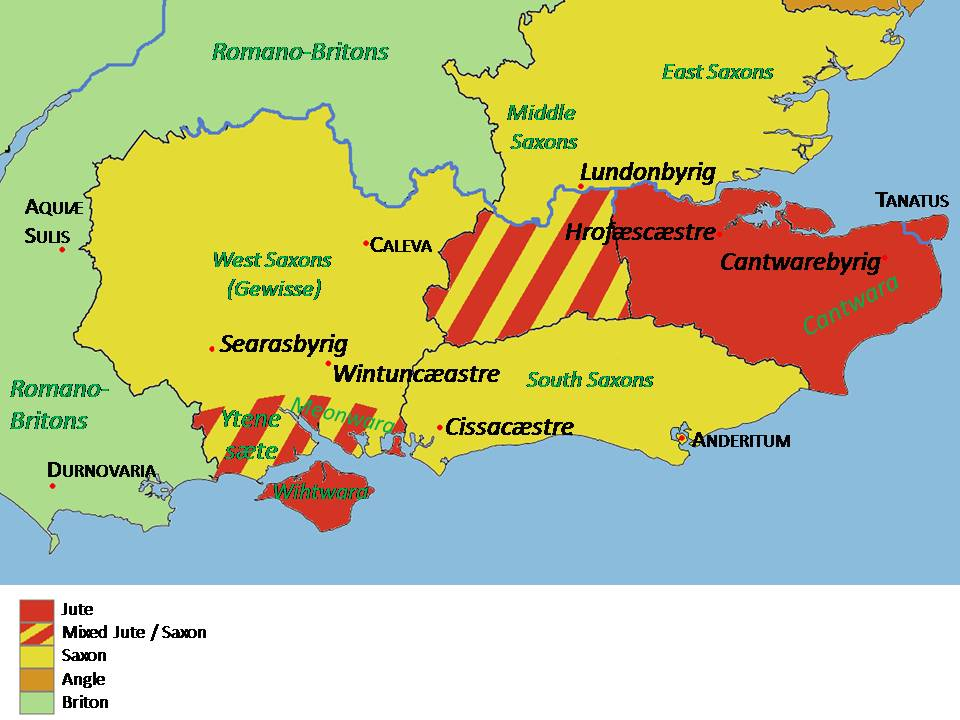
jihovýchodní Anglie kolem roku 575

Pro historii pořímského období v Británii máme pouze chabé prameny, které jsou navíc předmětem množství zásadních neshod mezi historiky. Zdá se však, že nájezdy na Británii v 5. století, které podnikaly kmeny z kontinentální Evropy, přerostly v migraci. Čerství přistěhovalci zahrnovali Angly, Sasy, Juty a Frísy. Příslušníci těchto kmenů zabrali území na východě a jihu Anglie, ale zhruba ke konci 5. století vítězství Britonů v bitvě u Mount Badon zastavilo anglosaský postup na padesát let. Avšak kolem roku 550 začali Britonové znovu ztrácet půdu pod nohama a zdá se, že během 25 let měli vetřelci ve svých rukou téměř celou jižní Anglii.
Mír následující po bitvě u Mount Badon je částečně dosvědčen sv. Gildou, britonským mnichem, kterým sepsal De Excidio et Conquestu Britanniae (O zničení a dobytí Británie) během poloviny 6. století. Tato esej je polemikou odsuzující činy jeho současníků a Gilda uvádí málo jmen a dat. Nicméně zřejmě konstatuje, že mír trval od roku jeho narození až po dobu, kdy psal. Dalším hlavním pramenem, který popisuje toto období, je Anglosaská kronika, a ta ve svém zápisu k roku 827 přináší seznam králů, kteří nesli titul „bretwalda“, neboli „vládce Británie“. Tento seznam má mezeru na začátku 6. století, což souhlasí s Gildovou verzí událostí.
Ceawlinova vláda patří do období anglosaské expanze na konci 6. století. Přestože existují mnohé nezodpovězené otázky ohledně chronologie a aktivit raných vládců Wessexu, je jasné, že Ceawlin byl klíčovou postavou konečného anglosaského dobytí jižní Británie.

## Rané wessexské prameny
Dva hlavní písemné prameny pro ranou historii Západních Sasů jsou Anglosaská kronika a Západosaský genealogický královský seznam. Anglosaská kronika je souborem letopisů, které byly sestaveny kolem roku 890 během vlády wessexského krále Alfréda Velikého. Zaznamenávají dřívější látku ze starších zápisů, které byly shromážděny z původních letopisů, které se již nezachovaly, jakož i ze ság, které mohly být předávány ústně. Anglosaská kronika klade příchod budoucích „Západních Sasů“ do Británie do roku 495, kdy Cerdic a jeho syn (vnuk?) Cynric přistáli u „Cerdices ora“, neboli Cerdikova pobřeží. Téměř dvacet letopisů popisujících Cerdikova tažení a tažení jeho potomků se objevuje rozptýleno v následujících sto letech zápisů v Anglosaské kronice. Přestože tyto letopisy poskytují většinu toho, co je známo o Ceawlinovi, historicita mnoha zápisů je nejistá.
Západosaský genealogický královský seznam je seznam vládců Wessexu včetně délky jejich vlády. Dochoval se v několika verzích včetně té, která je předmluvou verze [B] rukopisu Anglosaské kroniky. Stejně jako Anglosaská kronika byl sestaven během vlády Alfréda Velikého a oba dva, jak kronika, tak seznam byly ovlivněny přáním svých pisatelů použít jedinou linii rodokmenu sledující rodinný původ  králů Wessexu přes Cerdika ke Gewisovi, potomku Ódina a mytickému předku Západních Sasů. Výsledek sloužil politickým účelům pisatele a je pro historiky zaplevelen rozporuplnými tvrzeními.
Tato rozporuplná tvrzení mohou být jasně vidět při kalkulaci dat odlišnými metodami z různých zdrojů. První událost v historii Wessexu a datum, které může být považováno za dostatečně jisté, je pokřtění krále Cynegilse, ke kterému došlo ke konci 30. let 6. století, možná nejpozději v roce 640. Anglosaská kronika datuje Cerdikův příchod do roku 495, ale když k tomu přidáme délky panování, jak jsou uvedeny v Západosaském genealogickém královském seznamu, vede to k závěru, že Cerdikova vláda by měla začít roku 532, což je rozdíl 37 let. Ani s rokem 495, ani s rokem 532 nelze zacházet jako se spolehlivým. Navíc pozdější rok se opírá o předpoklad, že Západosaský genealogický královský seznam je správný v uvádění králů Wessexu v jejich posloupnosti jednoho po druhém, aniž by nějaký král byl opomenut a aniž by existovali spoluvlády dvou králů, a je založen na předpokladu, že délky panování jsou uvedeny správně. Žádný z těchto předpokladů nemůže být brán jako jistý.
Prameny jsou nedůsledné ohledně délky Ceawlinovy vlády. Anglosaská kronika uvádí 32 let, od roku 560 do roku 592, ale Západosaský genealogický královský seznam v tom nesouhlasí: jeho různé verze udávají sedm nebo sedmnáct let. Nedávná podrobná studie Západosaského genealogického královského seznamu datuje příchod Západních Sasů do Anglie do roku 538, dává přednost sedmiletému Ceawlinovu panování jako nejpravděpodobnějšímu a navrhuje léta 581–588. Prameny se shodují v tom, že Ceawlin je synem krále Cynrika, a zpravidla ho jmenují jako otce prince Cuthwina. Jedna nesrovnalost tu ale je: zápis k roku 685 ve verzi [A] Anglosaské kroniky připisuje Ceawlinovi syna, prince Cuthu, ale v zápise k roku 855 té samé verze rukopisu je Cutha zanesen jako syn prince Cuthwina. Cutha je také zmíněn jako Ceawlinův bratr verzích [E] a [F] Anglosaské kroniky, a to v zápisech k letům 571 a 568.
Otázka, zda Ceawlin je potomkem Cerdika, je předmětem diskuze. Podmnožiny různých variant západosaských rodokmenů působí dojmem odlišných skupin, z nichž Ceawlinova linie byla jednou z několika. Některé problémy v rodokmenech králů Wessexu mohly vzniknout kvůli snahám začlenit Ceawlinovu linii do ostatních rodokmenů, neboť pro Západní Sasy byla velmi důležitá možnost vysledovat své předky zpátky k Cerdikovi. Dalším důvodem k pochybnostem o literární podstatě těchto raných rodokmenů je etymologie jmen několika raných členů dynastie, které se nezdají být germánské, jak bychom čekali u jmen vůdců zjevně anglosaské dynastie. Ceawlinovo jméno je jedním ze jmen, která nemají přesvědčivou anglosaskou etymologii, a zdá se mnohem pravděpodobněji být domorodého britonského původu.
Nejstarší prameny nepoužívají termín „Západní Sasové“. Podle díla Historia ecclesiastica gentis Anglorum (Církevní dějiny národa Anglů) napsaného Bedou Ctihodným je tento termín zaměnitelný s termínem Gewisové, znamenající potomky mytického Gewise. Termín „Západní Sasové“ se objevuje teprve ke konci 7. století, po panování krále Cædwally.

## Západosaská expanze

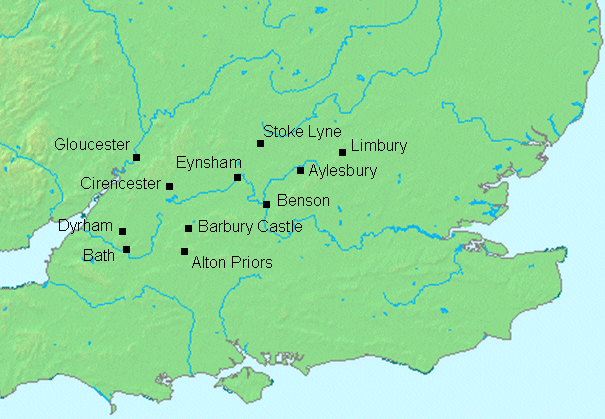
Mapa míst zmíněných v Anglosaské kronice vztahujících se ke králi Ceawlinovi (na mapě jsou zobrazena moderní jména těchto lokalit, nikoliv jména anglosaská použitá v kronice)

Nakonec království Wessex zabralo jihozápad Anglie, ale počáteční etapy jeho expanze nejsou ze zdrojů zřejmé. Cerdikovo přistání, ať už by mělo být datováno jakkoliv, mělo proběhnout, zdá se, poblíž ostrova Wight a letopisy zaznamenávají jeho dobytí v roce 530. Podle Anglosaské kroniky v roce 534 Cerdic zemřel a jeho syn Cynric nastoupil na trůn. Anglosaská kronika dodává, že „dali ostrov Wight svým synovcům, Stufovi a Wihtgarovi“. Tyto záznamy doslova protiřečí Bedovi Ctihodnému, který uvádí, že ostrov Wight byl osídlen Juty, nikoliv Sasy, čemuž archeologické důkazy do jisté míry odpovídají.
Navazující záznamy v Anglosaské kronice přinášejí podrobnosti některých bitev, jimiž Západní Sasové vybojovali své království. Ceawlinova tažení nejsou umisťována u pobřeží. Mají rozsah podél údolí Temže a dále, od současného hrabství Surrey na východě až po ústí řeky Severn na západě. Ceawlin je jasnou součástí západosaské expanze, ale historii válečných tažení tohoto období je těžké porozumět. Data v následujících částech jsou uvedená podle Anglosaské kroniky, ačkoliv jsou dnes považována za příliš raná, jak zmíněno výše.

## 556: Beran byrg
První záznam o bitvě, která byla vybojována Ceawlinem, se váže k roku 556, kdy on a jeho otec Cynric bojovali proti domorodým Britonům u Beran byrg nebo Beranburh, neboli „Berovy pevnosti“, nyní ztotožněné s Barbury Castle, hradištěm z doby železné v současném hrabství Wiltshire, nedaleko Swindonu. V té době měl být králem Wessexu Cynric.

## 568: Wibbandun
První bitvu, ve které Ceawlin bojoval již jako král, datuje Anglosaská kronika do roku 568, kdy on a Cutha bojovali s králem Kentu Æthelberhtem. Zápis říká „Toho roku Ceawlin a Cutha bojovali proti Æthelberhtovi a zahnali ho do Kentu; a zabili dva „ealdormany“, Oslafa a Cnebbu, na Wibbandunu. Místo, kde se nacházel Wibbandun, což lze přeložit jako „Wibbova hora“, nebylo s určitostí identifikováno; jeden čas byl za Wibbandun považován Wimbledon, ale dnes se to nepovažuje za správné. Tato bitva je pozoruhodná jako první zaznamenaný konflikt mezi dvěma skupinami nájezdníků: předchozí bitvy zaznamenané v Anglosaské kronice jsou mezi Anglosasy a domorodými Britony.
V anglosaské historii existuje mnoho příkladů společné vlády dvou králů a toto může být další příklad: není jasné, jaký byl Cuthův vztah ke králi Ceawlinovi, ale zcela určitě je možné, že byl také králem. Zápis k roku 577 (níže uvedený) je dalším možným argumentem pro tuto možnost.

## 571: Bedcanford
Zápis k roku 571 říká: „Toho roku bojoval Cuthwulf proti Britonům u Bedcanfordu a obsadil čtyři osady: Limbury a Aylesbury, Benson a Eynsham; a ve stejném roce skonal.“ Cuthwulfův vztah ke králi Ceawlinovi je neznámý, ale aliterace obvyklá u anglosaských královských rodin nabízí možnost, že Cuthwulf byl členem západosaské královské linie. Samo místo bitvy není identifikováno. Uvažovalo se, že jde o Bedford, ale to, co je nám známo o rané historii jmen Bedfordu, to nepotvrzuje. Tato bitva je zajímavá a překvapivá tím, že oblast tak daleko na východě by měla stále ještě být v britonských rukou takto pozdě: existují dostatečné archeologické důkazy o rané přítomnosti Sasů a Anglů v oblasti Midlands a historici všeobecně interpretují dílo sv. Gildy O zničení a dobytí Británie coby naznačující, že Britonové ztratili kontrolu nad touto oblastí do poloviny 6. století. Jedním možným vysvětlením je, že tento letopis zaznamenává znovudobytí území, které bylo ztraceno ve prospěch Britonů v taženích, která skončila bitvou u Mount Badon.

## 577: Dolní povodí řeky Severn
Letopis k roku 577 říká „Toho roku Cuthwine a Ceawlin bojovali proti Britům a zabili tři krále, jménem Coinmail a Condidan a Farinmail, na místě zvaném Dyrham, a obsadili tři města: Gloucester a Cirencester a Bath.“ Tento zápis je vše, co je známo o těchto britonských králích; jejich jména jsou zapsána v archaické podobě, je tedy velmi pravděpodobné, že tento letopis čerpá z mnohem staršího psaného pramenu. Bitva sama byla dlouho považována za klíčový moment saského postupu, neboť tím, že Západní Sasové dosáhli Bristolského zálivu, ztratili Britonové na západ od řeky Severn pozemní spojnici se svými soukmenovci na poloostrově na jih od Bristolského zálivu. Wessex téměř určitě ztratil toto území ve prospěch mercijského krále Pendy v roce 628, kdy Anglosaská kronika zaznamenává, že „Cynegils a Cwichelm bojovali proti Pendovi u Cirencesteru a potom dospěli k dohodě.“
Je možné, že když Ceawlin a Cuthwine obsadili město Bath, nalezli tam v určitém rozsahu stále fungující římské lázně. Velšský mnich a historik z 9. století, Nennius, zmiňuje „Horké jezero“ v zemi Hwicce, která se rozprostírala podél řeky Severn, a dodává „Je obehnáno zdí, vytvořené z cihel a kamene, a lidé se tam mohou kdykoliv koupat, a každý člověk může mít druh koupele, jaký se mu zlíbí. Když chce, bude to studená koupel; a když chce horkou koupel, bude horká“. Beda Ctihodný rovněž popisuje horké koupele v geografické předmluvě k Církevním dějinám národa Anglů termíny velmi podobnými těm Nenniovým.
Wansdyke, raně středověký obranný zemní val, se táhne jižně od Bristolu až k Marlborough v současném hrabství Wiltshire a míjí v nevelké vzdálenosti Bath. Byl pravděpodobně postaven v 5. nebo 6. století, možná králem Ceawlinem.

## 584: Fethan leag
Ceawlinovo poslední zaznamenané vítězství se váže k roku 584. Tento zápis říká „Toho roku Ceawlin a Cutha bojovali proti Britonům u místa, jež se jmenuje Fethan leag, a Cutha byl zabit, a Ceawlin obsadil mnoho měst a pobral bezpočet válečné kořisti, a ve hněvu se obrátil nazpět na své vlastní [území].“ Les nazývaný Fethelée je zmíněn v dokumentu ze 12. století, který se vztahuje k vesnici Stoke Lyne v současném hrabství Oxfordshire; v současnosti se domníváme, že bitva u Fethan leag se musela udát právě v této oblasti.
Věta „ve hněvu se obrátil nazpět na své vlastní [území]“ pravděpodobně naznačuje, že tento letopis čerpá z nějaké ságy, jako ostatně možná všechny letopisy z období raného Wessexu. Formulace této věty je používána jako argument, že Ceawlin možná v této bitvě nezvítězil a že se kronikář rozhodl nezaznamenat její výsledek zcela přesně, neboť král obvykle nepřichází domů „ve hněvu“ po obsazení „mnoha měst“ a získání „bezpočtu válečné kořisti“. Ceawlinova hegemonie nad jižní Británií touto bitvou možná skončila.

## Hegemonie

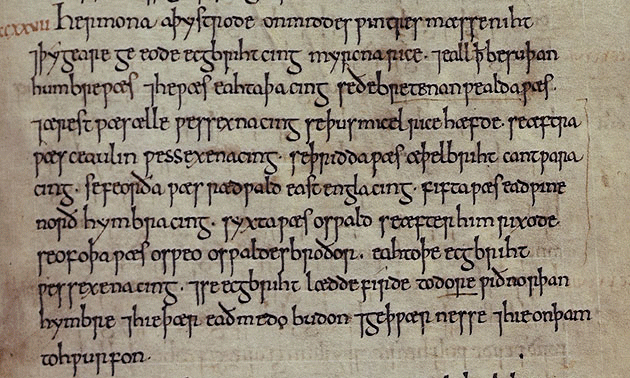
Zápis v Anglosaské kronice k 827 uvádějící osm bretwaldů

Northumbrijský mnich a kronikář Beda Ctihodný napsal své dílo nazvané Církevní dějiny národa Anglů kolem roku 731. Toto dílo nebylo primárně sekulární historií, ale Beda Ctihodný podává hodně informací o historii Anglosasů, včetně seznamu raně historických sedmi velekrálů, kteří, jak on říká, drželi „imperium“ nad ostatními království na jih od řeky Humber. Bedovo slovo „imperium“ lze překládat jako „hegemonie“. Beda Ctihodný jmenuje Ceawlina jako druhého velekrále na tomto seznamu, ačkoliv jeho jméno hláskuje jako „Caelin“ a dodává, že „byl znám mezi svými lidmi jako Ceaulin“. Beda Ctihodný rovněž jasně říká, že Ceawlin nebyl křesťan, a zmiňuje až krále Kentu Æthelberhta jako „prvního, který vstoupil do království nebeského“.
Anglosaská kronika opakuje ve svém zápisu k roku 827 Bedův seznam, přidává krále Wessexu Ecgberhta a rovněž zmiňuje, že tito velekrálové byli známi coby bretwalda, neboli „vládce Británie“. Mnoho odborné pozornosti bylo věnováno významu slova bretwalda. Bývá popisován jako termín „chvalořečnické poezie“, ale také jako důkaz naznačující jednoznačnou funkci vojenského vůdcovství.
Beda Ctihodný říká, že tito velekrálové vykonávali své pravomoci „na jih od řeky Humber“, ale rozsah jejich moci, přinejmenším u ranějších bretwaldů, byl pravděpodobně menší, než toto vymezení. V Ceawlinově případu je těžké rozsah jeho moci určit přesně, ale to, že Beda Ctihodný zahrnul Ceawlina do seznamu velekrálů, kteří drželi „imperium“, a seznam bitev, které jsou zaznamenány jako Ceawlinem vyhrané, ukazuje na energického a úspěšného vůdce, který ze své základny v údolí horního toku řeky Temže ovládal většinu okolních území a po určitou dobu měl hegemonii i nad jižními Britony. Navzdory Ceawlinovým vojenským úspěchům nebylo možné jím dobyté severní oblasti vždy udržet: Mercie obsadila většinu údolí horního toku řeky Temže a severovýchodní města vybojovaná v roce 571 byla mezi územími, která byla následně poté v různých dobách pod vládou Kentu a Mercie.
Bedovo pojetí moci těchto hegemonů však musí být viděno jako produkt názorů až 8. století. Když byly psány Církevní dějiny národa Anglů, ovládal Anglii na jih od řeky Humber mercijský král Æthelbald a Bedův názor na předchozí krále byl nesporně ovlivněn stavem Anglie v této době. U ranějších bretwaldů jako Ælle a Ceawlin musí být v Bedově popisu trochu anachronismu. Je rovněž možné, že Beda Ctihodný měl pouze na mysli moc nad anglosaskými královstvími, nikoliv nad domorodými Britony.
Ceawlin je druhým velekrálem na Bedově seznamu. Všichni následující bretwaldové následovali více nebo méně postupně po sobě, avšak mezi prvním bretwaldou, králem Sussexu Ællem, a Ceawlinem je dlouhá pauza, možná až 50 let. Nepřerušená řada nadvlády pozdějších bretwaldů bývá používána jako argument, že data z Ceawlinovy doby souhlasí s pozdějšími záznamy v Anglosaské kronice s rozumnou přesností. Podle této analýzy následující bretwalda, král Kentu Æthelberht, musel již být dominantním králem v době, kdy mu psal papež Řehoř Veliký v roce 601, neboť Řehoř by nepsal žádnému bezvýznamnému králi. Podle Anglosaské kroniky Ceawlin porazil Æthelberhta v roce 568. Æthelberhtova životní data jsou diskutabilní, ale současní historici se shodují, že jeho vláda nezačala před rokem 580. Rok 568 pro bitvu u Wibbandunu je považován za nepravděpodobný vzhledem k tvrzením v různých verzích Západosaského genealogického královského seznamu, že Ceawlinova vláda trvala buď sedm, nebo sedmnáct let. Jestliže tuto bitvu zařadíme poblíž roku 590, tedy dříve než se Æthelberht etabloval coby mocný král, potom navazující letopisy vztahující se k Ceawlinově porážce a smrti by mohly být docela opodstatněně blízko správnému datu. V každém případě je nepravděpodobné, aby se bitva s Æthelberhtem udála více než pouhých několik let před nebo po roku 590. Na druhou stranu pauza mezi Ællem a Ceawlinem je brána jako podpůrný důkaz pro zprávu z Gildová díla O zničení a dobytí Británie o míru trvajícím generaci nebo více po britonském vítězství u Mount Badon.
Král Kentu Æthelberht následuje Ceawlina na seznamu bretwaldů, ale doby jejich panování se mohou poněkud překrývat: současná hodnocení kladou pravděpodobnou dobu vlády krále Ceawlina do let 581–588 a Æthelberhtův nástup na trůn řadí blíže roku 589, ale tyto analýzy nejsou ničím víc než pouhými vědeckými domněnkami. Ceawlinův ústup ze slávy, patrně zapříčiněný Ceolem, byl příležitostí pro Æthelberhtův vzestup na výsluní; Æthelberht byl velmi pravděpodobně dominantním anglosaským králem do roku 597. Æthelberhtův vzestup se mohl udát již dříve: letopis k roku 584, i kdyby zaznamenával vítězství, by byl posledním Ceawlinovým vítězstvím v Anglosaské kronice a ono období poté by mohlo být obdobím Æthelberhtova vzestupu a Ceawlinova úpadku.

## Wessex v době Ceawlinovy smrti

Mapa Anglie a Walesu s vyznačenými keltobritskými a anglosaskými královstvími a některými městy v době Ceawlinovy smrti

Král Ceawlin ztratil trůn Wessexu v roce 592. Letopis k tomuto roku mimo jiné říká: „Toho roku došlo k velkému vraždění ve Woden's Barrow, a Ceawlin byl vyhnán.“ Woden's Barrow je neolitická mohyla a místo je nyní zvané Adam's Grave (Adamův hrob), u Alton Priors v současném hrabství Wiltshire. Zápis neudává žádné podrobnosti o Ceawlinově protivníku. Středověky kronikář William z Malmesbury, píšící kolem roku 1120, říká, že to byli „Anglové a Britové, kteří se spolu spikli“. Anebo to mohl být Ceawlinův synovec Ceol, o němž se předpokládá, že se stal následujícím králem Wessexu, vládnoucím podle Západosaského genealogického královského seznamu šest let. Podle Anglosaské kroniky zemřel Ceawlin následujícího roku. Příslušná část letopisu říká: „Toho roku Ceawlin a Cwichelm a Cryda zemřeli.“ O Cwichelmovi a Crydovi není nic víc známo, ačkoliv mohli být členy královské dynastie Wessexu – jejich jména odpovídají aliteračnímu vzoru obvyklému u královských rodů té doby.
Podle Západosaského genealogického královského seznamu byl Ceol synem Cuthy, který byl synem krále Cynrika; a jeho bratr Ceolwulf panoval dalších 17 let po něm. Je možné, že v době Ceawlinovy smrti došlo k určité fragmentaci vlády mezi Západními Sasy: králové Ceol a Ceolwulf měli mít svou mocenskou základnu v současném hrabství Wiltshire, oproti předchozí mocenské základně v údolí na horním toku Temže. Tento rozkol mohl rovněž přispět k Æthelberhtově schopnosti dopracovat se dominantního postavení v jižní Anglii. Avšak z vojenského hlediska zůstali Západní Sasové vlivní: Anglosaská kronika a Beda Ctihodný zaznamenávají pokračující vojenskou aktivitu proti královstvím Essex a Sussex během dvaceti nebo třiceti let od Ceawlinovy smrti.